# Ljeskov Dub
Ljeskov Dub je naseljeno mjesto u općini Gacko, Republika Srpska, BiH.
Selo je poznato po ratnom zločinu nad civilnim stanovništvom sela, koje su u Drugom svjetskom ratu počinli talijanski fašisti.

## Stanovništvo

### 1991.
Nacionalni sastav stanovništva 1991. godine, bio je sljedeći:
ukupno: 19
- Srbi - 19 (100%)

### 2013.
Nacionalni sastav stanovništva 2013. godine, bio je sljedeći:
ukupno: 12
- Srbi - 12 (100%)